# 识经镇
识经镇，原为识经乡，是中华人民共和国四川省眉山市仁寿县曾经下辖的一个镇。2019年12月，撤销识经镇，将其所属行政区域划归禾加镇管辖。

## 行政区划
识经镇撤销前下辖以下地区：
中岭村、中胜村、大柏村、陶然村、龙主村、七里村、石印村和一心村。